# M 1-46
M 1-46 ist ein planetarischer Nebel im Sternbild Schild, der 1946 von Rudolph Minkowski entdeckt wurde.